# Das 2. Gebot
Das 2. Gebot è il terzo album in studio del gruppo musicale tedesco Unheilig, pubblicato nel 2003.

## Tracce
1. Eva - 4:40
2. Maschine - 4:05
3. Gib mir mehr - 3:38
4. Sternenschiff - 4:38
5. Vollmond - 6:43
6. Jetzt noch nicht - 4:19
7. Der Mann im Mond - 3:56
8. Schutzengel - 4:24
9. Rache - 4:38
10. Mona Lisa - 4:15
11. Krieg der Engel - 4:05
12. Herzland - 3:43

Maschine (EP Bonus)
1. Maschine [Club Edit] - 4:14
2. Maschine [Album Version] - 4:05
3. This Corrosion (The Sisters Of Mercy-cover) - 8:39
4. Maschine [Der Graf Remix] - 5:16
5. Schleichfahrt - 4:07